# Live rust
Live rust is een livealbum van Neil Young samen met zijn begeleidingsband Crazy Horse. Het is op verschillende locaties opgenomen tijdens de Rust never sleeps-tour in de herfst van 1978. 

## Tracklist
Alle muziek en teksten zijn geschreven door Neil Young, tenzij anders aangegeven. 
| Nr. | Titel                                                    | Duur |
| --- | -------------------------------------------------------- | ---- |
| 1.  | Sugar mountain                                           | 5:02 |
| 2.  | I am a child                                             | 3:01 |
| 3.  | Comes a time                                             | 3:15 |
| 4.  | After the gold rush                                      | 3:49 |
| 5.  | My my, hey hey (Out of the blue) (Young, Jeff Blackburn) | 4:12 |

| Nr. | Titel                            | Duur |
| --- | -------------------------------- | ---- |
| 1.  | When you dance I can really love | 3:42 |
| 2.  | The loner                        | 4:53 |
| 3.  | The needle and the damage done   | 3:06 |
| 4.  | Lotta love                       | 2:51 |
| 5.  | Sedan delivery                   | 4:50 |

| Nr. | Titel             | Duur |
| --- | ----------------- | ---- |
| 1.  | Powderfinger      | 5:43 |
| 2.  | Cortez the Killer | 7:25 |
| 3.  | Cinnamon girl     | 3:22 |

| Nr. | Titel                                              | Duur |
| --- | -------------------------------------------------- | ---- |
| 1.  | Like a hurricane                                   | 7:49 |
| 2.  | Hey hey, my my (Into the black) (Young, Blackburn) | 5:08 |
| 3.  | Tonight's the night                                | 7:12 |